# Гнатологія
Гнатологія — наука про функціональні зв'язки елементів зубо-щелепної системи з метою діагностики та лікування. Поняття та принципи гнатології широко застосовуються задля запобігання ускладнень під час лікування та протезування зубів.
У гнатології широко застосовується рентгенологічна діагностика, а зокрема телерентгенограма — рентгенологічний знімок черепа в прямій і бічній проєкціях, що застосовується для вимірювання різних відділів лицевої частини черепа відносно один одного. Телерентгенограма дає змогу визначити тип прикусу, розміщення зубів відносно щелепи, діагностувати асиметрію та патологію щелепно-лицевої ділянки, визначити напрями пересування зубів.